# Mobile (art)
 (septembre 2022).
Pour les articles homonymes, voir Mobile.

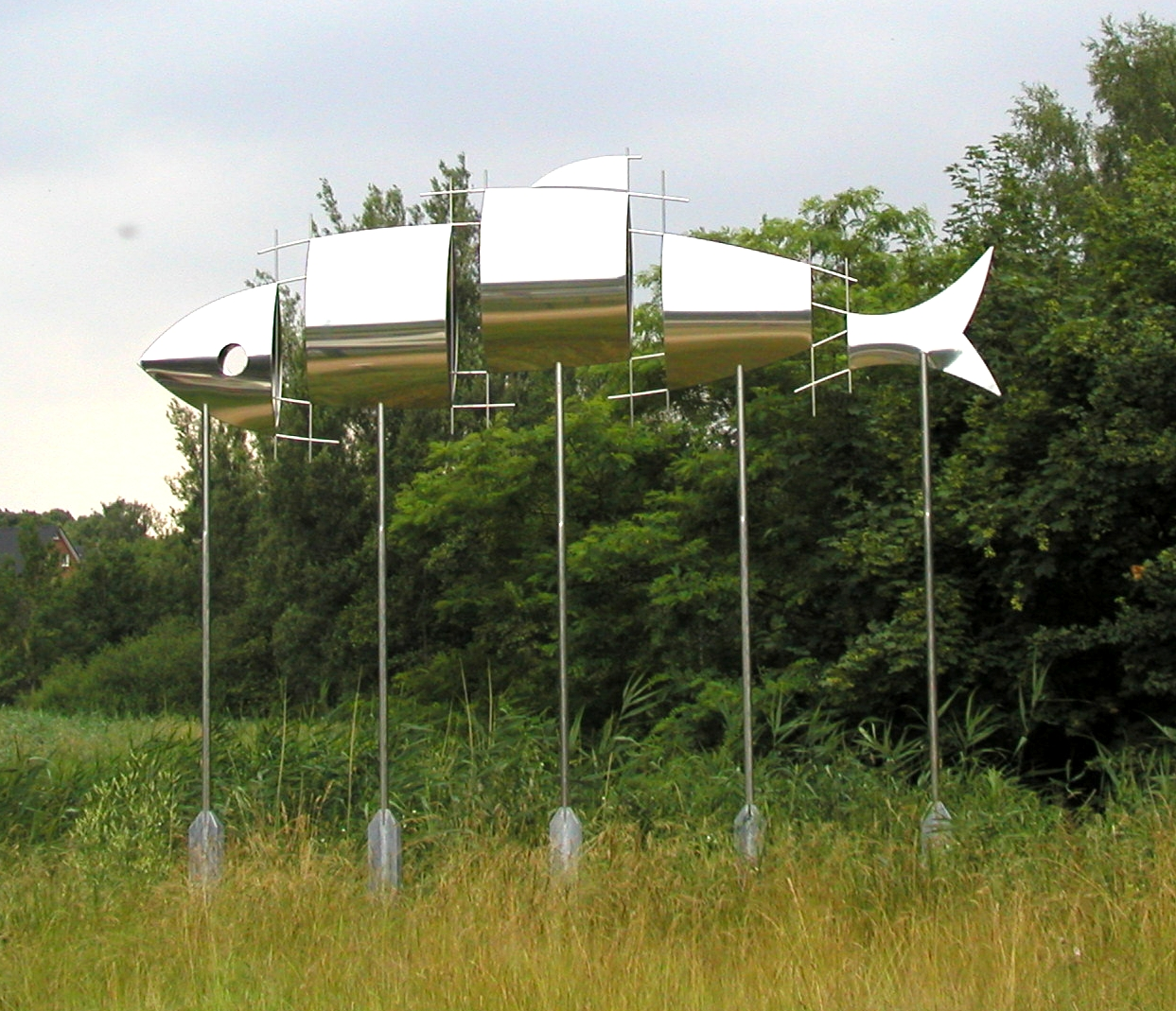
Sculpture à Berkenthin, Allemagne

Un mobile est un ensemble d'éléments construits en matériaux légers et disposés de telle façon qu'ils prennent des dispositions variées sous l'influence du vent ou de tout autre moteur.
Le sculpteur Alexander Calder est connu pour ses mobiles. On lui attribue l'invention du mobile artistique en 1931, bien que l'objet fut nommé par Marcel Duchamp et que Bruno Munari ait proposé la macchina aerea en 1930. Les mobiles sont très appréciés dans les chambres de bébé, et souvent placés au-dessus du lit du nourrisson. Ils sont utilisés pour les divertir et stimuler leur vue. 
Certains compositeurs ont transposé le concept de Calder à la création musicale. Les œuvres les plus connues sont celles de Morton Feldman et Earle Brown.

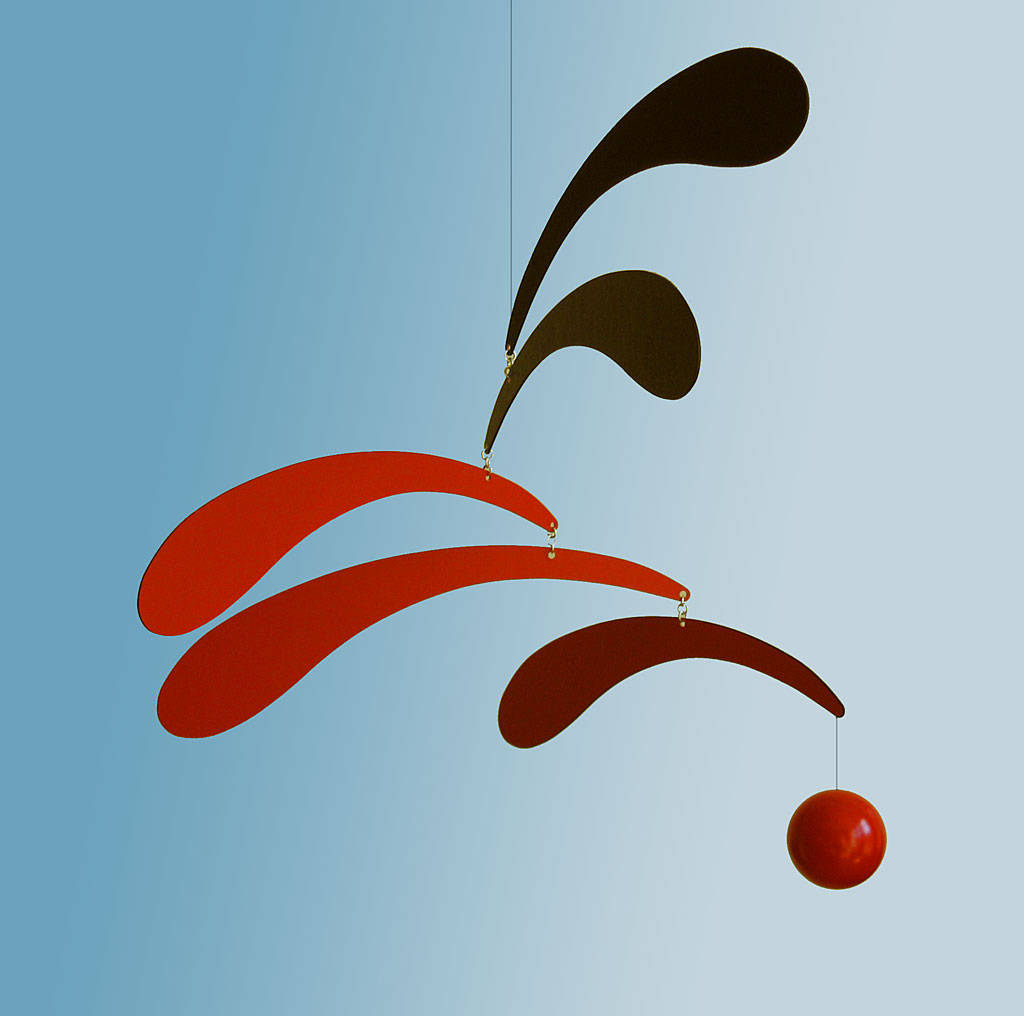
Un élégant et simple mobile rouge et noir de style Alexander Calder.

Un mobile en carton évoquant les 6 branches d' un flocon de neige